# Hoenderkoeten
Hoenderkoeten (Anhimidae) zijn een familie van vogels uit de orde van de eendvogels. De familie telt 3 soorten, die uitsluitend in Zuid-Amerika voorkomen.

## Kenmerken
Deze vogels hebben tussen hun tenen bijna geen zwemvliezen. Zijdelings van de vleugels hebben ze een paar scherpe sporen.

## Taxonomie
- Geslacht Anhima
  - Anhima cornuta (Anioema)
- Geslacht Chauna
  - Chauna chavaria (Witwanghoenderkoet)
  - Chauna torquata (Kuifhoenderkoet)